# Trdnjavska divizija
Trdnjavska divizija (nem. Festungs-Division) je divizija, ki deluje kot garnizijska formacija večjih fortifikaciji oz. fortifikacijskih sistemov (npr. Maginotove linije).
Trdnjavsko divizijo po navadi sestavljajo le lahko oboroženi in opremljeni vojaki, ki upravljajo statična orožja (npr. trdnjavsko artilerijo).